# 1283

## Родени
- 9 април – Норвежката дева, шотландска кралица

## Починали
- Саади, ирански поет